# Ana Luisa Devés
Ana Luisa Devés (Santiago de Chile, 1954) es una arquitecta chilena.

## Biografía
Devés se tituló de arquitecta en la Pontificia Universidad Católica de Chile en 1977. Ese mismo recibió el Premio Arquitectura Joven, junto a Alejandro Simonetti y Cristián Undurraga.
Al año siguiente, fundó junto a Undurraga la oficina de arquitectura Undurraga Devés Arquitectos. 
En 1980 ganó el concurso de remodelación de la Plaza de la Constitución de Santiago, junto a Cristián Undurraga.En 1991 recibió el Premio Internacional de Arquitectura Andrea Palladio 1991 por la Casa del Cerro y en 2004 el Premio de la Bienal Panamericana de Quito, Ecuador por la Casa Mirador. 
En el contexto de las Obras Bicentenario, en 2004 ganó el concurso internacional de diseño de la Plaza de la Ciudadanía y el Centro Cultural La Moneda, ambos proyectos emplazados hacia el sur del Palacio de la Moneda en Santiago, Chile.
En 2015 recibió junto a Undurraga la Medalla de Plata por el Pabellón de Chile en la Expo 2015 en Italia.

## Obras destacadas
- Plaza de la Constitución (1980)
- Museo de Artes Visuales (2001)
- Centro Cultural La Moneda (2009)[6]
- Plaza de la Ciudadanía (2009)[4]
- Museo Violeta Parra (2015)
- Pabellón de Chile en la Expo 2015[7]